# Chrysophyllum masoalense
Chrysophyllum masoalense – gatunek drzew należących do rodziny sączyńcowatych. Występuje na obszarze wschodniego wybrzeża Madagaskaru.